# Rivière Barron (Ontario)

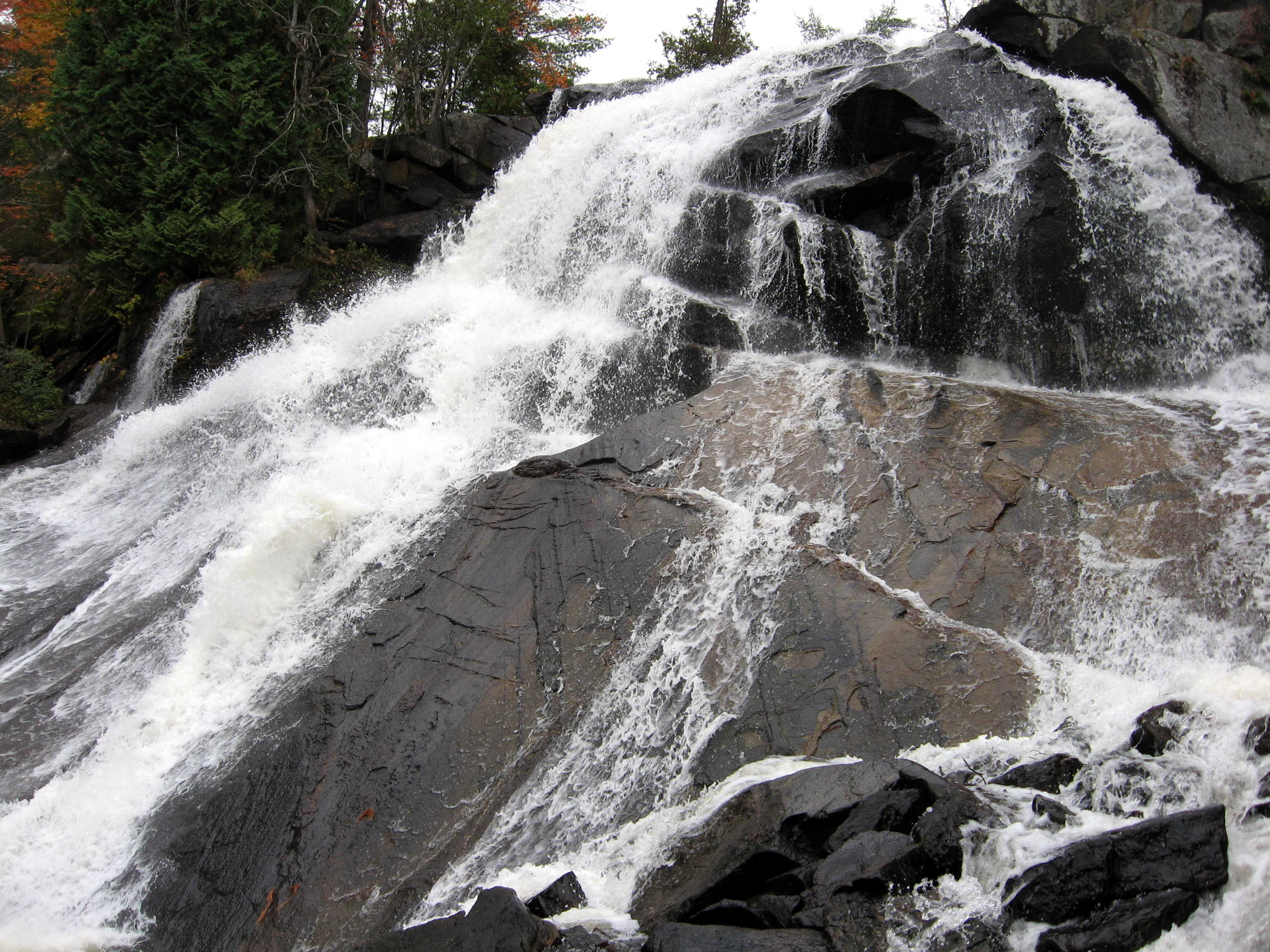
High Falls sur la rivière Barron

La rivière Barron  est une rivière du bassin hydrographique du fleuve Saint-Laurent dans le district de Nipissing et le comté de Renfrew, en Ontario, au Canada. Elle coule du lac Clemow dans le nord du parc provincial Algonquin et rejoint la rivière Petawawa, dont elle forme la branche sud, dans la municipalité de Laurentian Hills, près de la municipalité de Petawawa ,.

## Cours
La rivière prend sa source au lac Clemow, dans le canton géographique de Barron, dans la partie sud non organisée du district de Nipissing, dans le nord-est de l'Ontario . Il coule vers le sud-est à travers Grand Lake où il est traversé par l'ancienne voie ferrée du Canadien du Nord, plus tard la ligne principale du Canadien National, maintenant abandonnée, et où le camping Achray, anciennement une gare sur la voie ferrée, est situé sur la rive nord. Il passe dans le canton de Stratton, prend l'affluent droit du ruisseau Carcajou, puis s'écoule au-dessus du barrage de Grand Lake et de nouveau sous la voie ferrée pour entrer dans le lac Stratton. La rivière tourne vers le nord-est, passe au-dessus de High Falls jusqu'au lac High Falls, puis se dirige vers l'est au-dessus de Brigham Chute. Il emprunte l'affluent droit du ruisseau Mulock, pénètre dans le canton de Master, passe au-dessus des rapides de Cache et atteint l'aire de pique-nique Squirrel Depot et les rapides Squirrel. La rivière s'écoule du parc Algonquin et du district de Nipissing dans le canton de McKay, qui fait partie de la municipalité de Laurentian Hills dans le comté de Renfrew, dans l' est de l'Ontario . À ce stade, la rivière fait partie du parc provincial Barron River, un parc fluvial non exploité, et la rive nord fait partie de la BFC Petawawa . La rivière passe au-dessus de First Chute et atteint son embouchure au lac du Bois Dur sur la rivière Petawawa, qui se jette dans la rivière des Outaouais, à environ 2,5 kilomètres (1,6 mi) ouest de la communauté de Black Bay et juste avant la frontière avec la municipalité de Petawawa.

## Géologie
Il y a environ 10 000 ans, la rivière était la principale décharge des eaux de fonte glaciaire dans cette région. Le 100 mètres (328 pi) profond Barron Canyon s'est formé pendant cette période. Les roches exposées dans le Canyon font partie du Bouclier canadien . Le canyon lui-même montre toujours une activité sous forme d'éboulements et de glissements de terrain.

## Histoire
La rivière était une route importante au cours de la dernière partie du 19e siècle et au début du 20e siècle lorsque ses niveaux d'eau ont été manipulés pour faciliter le transport du bois vers la rivière des Outaouais et au-delà. Le canyon Barron servait à la drave chaque printemps. Le nom que les bûcherons utilisaient pour les falaises imposantes était les Caps. Déplacer le bois de cette manière était une tâche dangereuse et des preuves peuvent être trouvées dans les tombes qui se trouvent au bord des rivières Petawawa et Barron.

## Loisirs
Un itinéraire de Canoë-kayak populaire s'y trouve et un sentier de randonnée mène au bord du canyon Barron.

## Affluents
dans l'ordre amont
- Ruisseau Spug (gauche)
- Ruisseau Biggar (gauche)
- Ruisseau numéro un (droite)
- Ruisseau Ignace (gauche)
- Ruisseau Mulock (droite)
- Ruisseau Hardwood (gauche)
- Ruisseau Forbes (gauche)
- Marie Creek (droite)
- Grand Lac
  - Ruisseau Carcajou (droite)
  - Ruisseau Johnston (gauche)
  - Ruisseau Rowan (gauche)
  - Ruisseau Borutski (gauche)
  - Ruisseau Depot (à gauche)